# Гондвана

Пангея сформована злиттям багатьох континентальних мас, зокрема (прото)Гондвани; пізніше вона розпалася на Гондвану та Лавразію

Гондва́на — гігантський стародавній континент, що існував у Південній півкулі протягом палеозою і частково в мезозої. Гондвана утворилася в результаті розщеплення суперконтиненту Пангеї.
До складу Гондвани, яка являла собою докембрійську платформу, входили значні частини сучасних материків — Південної Америки, Африки і Азії (Аравія, Індія), Австралії і, можливо, частина Антарктиди. Протягом мезозою стався розпад Гондвани на окремі брили; в крейдяному періоді вона перестала існувати як єдине ціле.

## Утворення

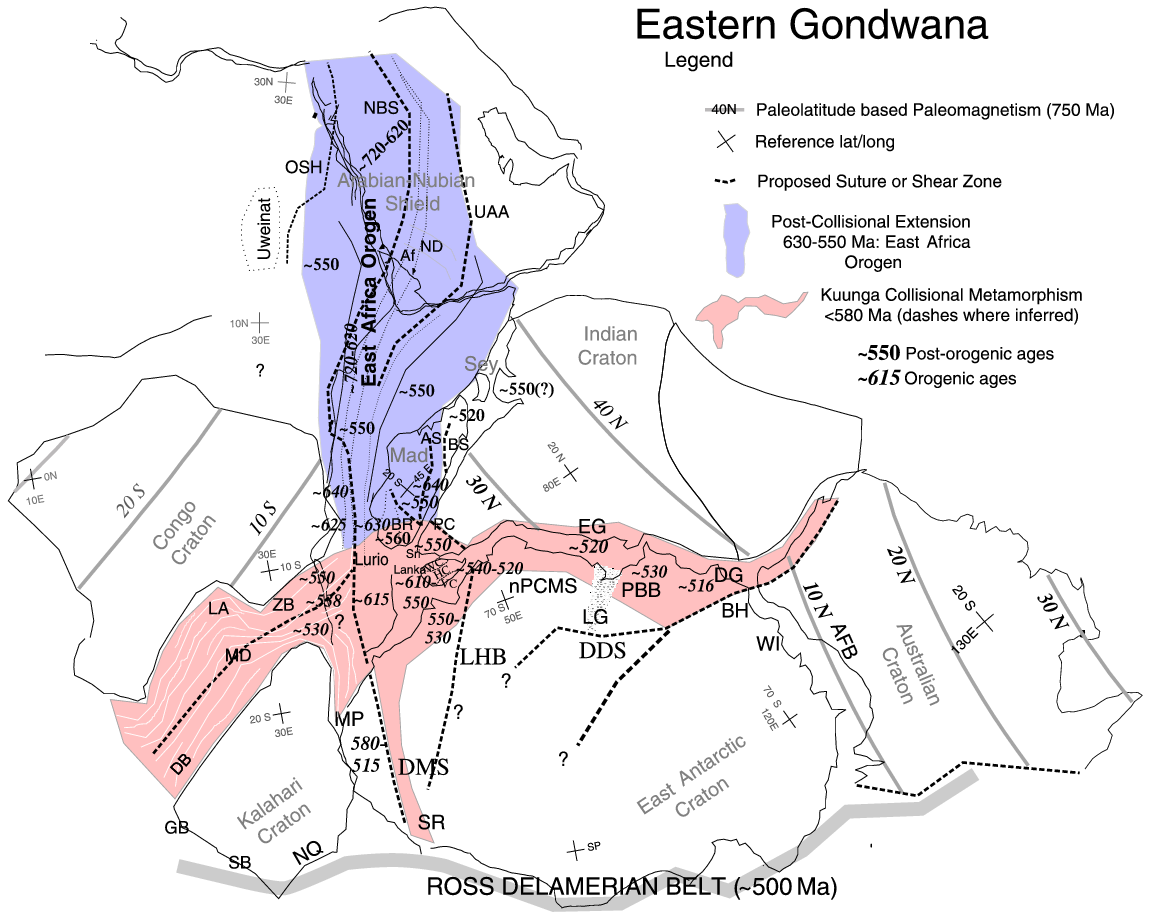
Західногондванський і Куунга орогенези

Утворення Гондвани зайняло доволі довгий час. Кілька орогенезів відбулося до його остаточного об'єднання 550-500 млн років тому наприкінці едіакарію і в кембрії. Це Бразильський, Східноафриканський, Мадагаскарський, і Куунга орогенези. Остаточні етапи формування Гондвани збіглися з відкриттям океану Япет між Лаврентією і західною Гондваною. Протягом цього періоду відбувся Кембрійський вибух.
Гондвана була сформована з таких континентальних фрагментів, при колізії яких відбувались орогенези:
- Азанія: Центральний Мадагаскар, Африканський Ріг і частини Ємену і Аравії (Назва за Collins and Pisarevsky (2005): «Азанія» грецька назва для східного узбережжя Африки).
- Конголезько — Танзанійсько — Бангвеулу блок центральної Африки;
- Неопротерозойська Індія: Індія, блок Антонгіл на далекому сході Мадагаскар, Сейшельські острови, Нейпір і Рейнер комплекси (Napier and Rayner Complexes) Східної Антарктиди
- Австралія/Моусон континент: Австралія на захід від Аделаїди і великий терен в Східній Антарктиді
- Інші блоки, які сформували сьогоденну Аргентину і деякі навколишні регіони, в тому числі террейн що відколовся від Лаврентії, коли західний край Гондвани зазнав колізії з південним сходом Лаврентії в ордовику.[1][2] Це Фаматіна що раніше продовжував лінію Аппалачів на південь.[3]

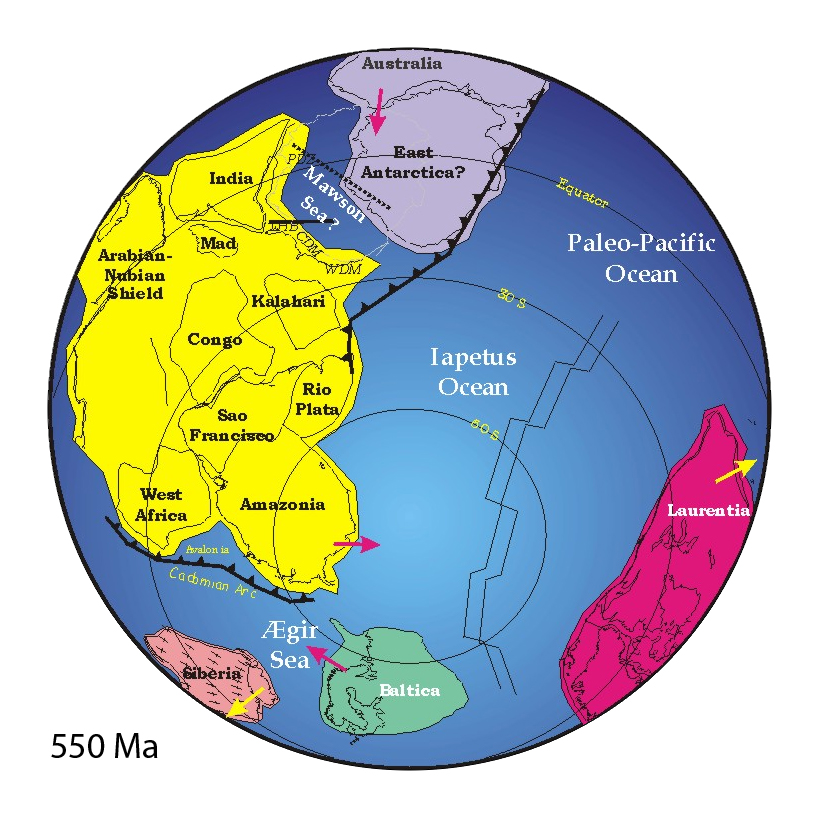
Реконструкція заключних етапів формування Гондвани, 550 Mya

Одне з основних місць зчленування Гондвани — Східноафриканський орогенез (Stern, 1994), що відбувся приблизно 650—630 млн років тому і має вплив на більшу частину сьогоденної Аравії, північно-східну частину Африки, Східну Африку і Мадагаскар. Collins and Windley (2002) вважають орогенез наслідком колізії Азанії та Конголезько — Танзанійсько — Бангвеулу блока.
Пізніше відбувся Малагасійський орогенез, що відбувся близько 550-515 млн років тому, і мав вплив на Мадагаскар, схід Східної Африки і південну Індію. Під час цього орогенезу неопротерозойський Індостан зазнав колізії з уже об'єднаною Азанією і Конглезько-Танзанійсько-Бангвеулу блоком, зчленування відбулося Мозамбіцьким поясом
В той же час під час орогенезу Куунга неопротерозойський Індостан зазнав колізії з континентом Австралія/Моусон.

## Пангея
Також інші великі континентальні маси, у тому числі кратон Північна Америка (Канадський щит або Лаврентія), Європа (Балтика), і Сибір, були додані протягом довгого часу, щоб сформувати надконтинент Пангея у пермський час. Коли Пангея зазнала руйнації (в основному протягом юри), два великі континенти, Гондвана і Лавразія, були сформовані.
Післяпангейська Гондвана не повністю відповідала допангейській; Наприклад, більшість терену Флориди, південної Джорджії і Алабами мають породи, що були спочатку частиною Гондвани, але залишилися у складі Північної Америки, по руйнації Пангеї

## Руйнація
Руйнація Гондвани розпочалася на початку юрського періоду (близько 184 мільйонів років тому) одночасно з масовими виверженнями базальтової лави, у Східній Гондвані, сьогоденні Антарктида, Мадагаскар, Індостан та Австралія, з відокремлення від Африки. Південна Америка почала повільно дрейфувати на захід від Африки, відкриваючи Південну Атлантику, починаючи близько 130 млн років тому протягом ранньої крейди, і в результаті відбулося утворення акваторії 110 млн років тому. Східна Гондвана близько 120 млн років тому почала відокремлюватися, коли Індостан розпочав дрейф на північ.
Мадагаскарський блок, і Сейшельський террейн відкололися від Індостану; ця подія майже збігається у часі з вимиранням крейди і палеогену, а також з виверженням Деканських базальтів до яких прив'язують виверження гарячої точку Реюньйон.
Австралія почала відокремлюватися від Антарктиди 80 млн років тому (пізня крейда), проте акваторія між континентами з'явилась близько 40 млн років тому протягом еоцену
Нова Зеландія, ймовірно, відокремилась від Антарктиди між 130 і 85 млн років тому.